# Autobahnknoten Nitra-západ
Der Autobahnknoten Nitra-západ („Nitra-West“; slowakisch diaľničná križovatka Nitra-západ) ist ein Autobahnknoten unweit der westslowakischen Stadt Nitra und verknüpft die Schnellstraße R1 mit ihrem Zubringer R1a. In der Zukunft ist ein Anschluss der Schnellstraße R8 vorgesehen. Der Knoten befindet sich in einem ländlichen Gebiet westlich von Nitra beim Ort Lehota, liegt aber größtenteils im Gemeindegebiet von Lužianky, zu kleineren Teilen im Katastralgebiet von Mlynárce in der Stadt Nitra.
Auf der R1 trägt der Knoten die Nummer 39, auf der R1a die Nummer 0.

## Bauart
Der Knoten ist im Prinzip in der Bauform Birne ausgeführt. Die Hauptabbiegerelation ist Trnava (R1) – Nitra (R1a) und umgekehrt. Die halbdirekte Rampe von der R1a von Nitra heraus zur R1 Richtung Zvolen kreuzt die R1 auf einer 87 m langen Bogenbrücke. Die umgekehrte Relation wird durch eine direkte Rampe abgedeckt. In den Knoten ist eine kleine Anschlussstelle zur Cesta III. triedy 1674 (III/1674, „Straße 3. Ordnung“) integriert. Sie besteht aus einer Ausfahrt von der R1a von Nitra zur III/1674 und einer Auffahrt von der III/1674 zur R1 Richtung Zvolen. Sowohl die R1 als auch die R1a haben 2 × 2 Fahrstreifen mit schmalen Standstreifen.

## Betreuung
Der Knoten wird vollständig durch die private Gesellschaft Granvia Operations betreut, ebenso wie die anschließende Strecke der R1 Richtung Zvolen. Die R1a sowie die Anschlussstrecke der R1 Richtung Trnava werden hingegen durch die staatliche Autobahngesellschaft Národná diaľničná spoločnosť, a. s. (kurz NDS) betreut, zuständig ist die Autobahnmeisterei Galanta.

## Geschichte
Mit dem Ausbau der damaligen Cesta I. triedy 51 (I/51, „Straße 1. Ordnung“) im Abschnitt Báb–Kynek zwischen 1976 und 1980 entstand an der Stelle des heutigen Knotens eine Anschlussstelle (Bauform Trompete) für den Ort Lehota. Nachdem die Entscheidung für eine südliche Ortsumgehung der Stadt Nitra im Zuge der R1 anstatt einer möglichen Trassenführung im Norden der Stadt gefallen war, begann die private Gesellschaft Granvia den Bau im August 2009. Inzwischen wurde die Teilstrecke Trnava–Nitra der I/51 zur Schnellstraße R1 im Jahr 2009 umgewidmet. Die ursprüngliche Anschlussstelle musste abgetragen werden, um hier einen Anschluss zwischen der Neubaustrecke und der bestehenden Strecke herzustellen. Die neue durchgehende Fahrbahn der R1 wurde am 28. Oktober 2011 feierlich eröffnet.
Nachdem die Situation im Berufsverkehr auf der Straße von Lehota nach Nitra kritisch wurde, entschied sich man, nachträglich einen Anschluss zum lokalen Straßennetz wieder herzustellen. Die neuen Rampen zum Kreisverkehr an der III/1674 wurden am 27. Oktober 2017 dem Verkehr freigegeben.
Obwohl es sich um einen Knoten zwischen zwei hochrangigen Straßen handelt, ist er auf der R1 als normale Anschlussstelle angekündigt. Auf der R1 gibt es hingegen spätestens seit 2018 Schilder mit dem Knotensymbol.